# Cryptocephalus ocellatus
Cryptocephalus ocellatus es una especie de insecto coleóptero de la familia Chrysomelidae.
Fue descrita científicamente en 1819 por Drapiez.